# Guerra dell'acqua
Guerra  dell'acqua è una terminologia usata per descrivere un conflitto tra paesi, stati o gruppi per l'accesso alle risorse idriche. L'Organizzazione delle Nazioni Unite riconosce che le controversie per l'acqua sono il risultato di opposti interessi dei consumatori di acqua, pubblica o privata.
Nella storia ci sono stati diversi conflitti per l'acqua, anche se raramente tali guerre si sono combattute solo per essa.
Tuttavia, i conflitti per l'acqua sorgono per diversi motivi, tra cui le controversie territoriali, la lotta per le risorse, e il vantaggio strategico.
Questi conflitti si verificano sia per l'acqua dolce che per l'acqua salata, e tra i confini internazionali. Tuttavia, la maggior parte di questi riguardano l'acqua dolce e questo perché quest'ultima è necessaria, ma limitata, e al centro di controversie derivanti dalla necessità di avere acqua potabile.Questi conflitti esistono perlopiù nelle zone dove è più presente l'acqua, come l'America Latina, ma anche in paesi poveri con territori ricchi di essa, come alcune zone africane (specie il Congo o zone limitrofe ai grandi fiumi).

## Esempi di conflitti legati all'acqua
- Fiume Nilo: L'Etiopia sta costruendo la Grand Ethiopian Renaissance Dam (GERD), che ha suscitato tensioni con Egitto e Sudan, che dipendono dal Nilo per la loro agricoltura e acqua potabile.